# Ognisko

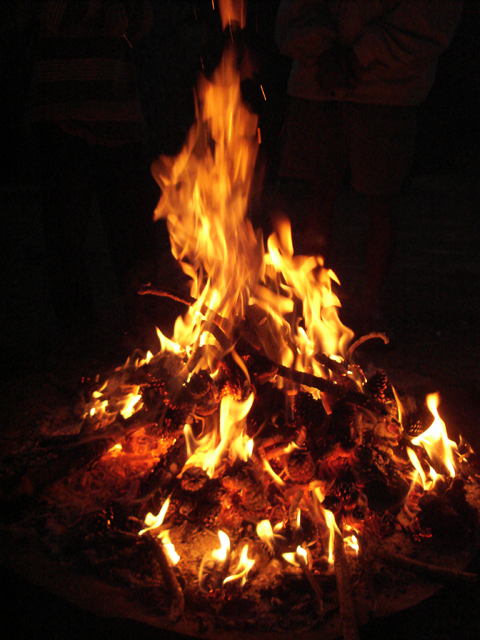
Ognisko

Ognisko – płonący stos, najczęściej z drewna lub innej substancji łatwopalnej. Używane do ogrzewania, oświetlania i przygotowywania posiłków, może także pełnić rolę miejsca spotkań towarzyskich i spalania odpadów (głównie pochodzenia roślinnego).

## Historia

### Prehistoria
Analizy spalonych kości antylopy z jaskiń w Swartkrans w Południowej Afryce potwierdzają, że Paranthropus robustus i Homo erectus rozpalali ogniska już około 1,6 miliona lat temu.
Stanowisko archeologiczne w jaskini Wonderwerk, na skraju pustyni Kalahari, zostały nazwane najstarszym znanym kontrolowanym ogniem. Analiza mikroskopowa popiołu roślinnego i zwęglonych fragmentów kości sugeruje, że materiały w jaskini nie były ogrzewane powyżej około 704 °C.
Jest to zgodne ze wstępnymi ustaleniami, że do palenia wykorzystywano trawę, krzewy i liście, a takie paliwo nie wytwarzałoby gorętszych płomieni. Dane sugerują, że ludzie mogli gotować posiłki przy ognisku już od pierwszego pojawienia się Homo erectus 1,9 miliona lat temu.
Ludzie pierwotni wykorzystywali je do ogrzewania, oświetlania, przyrządzania potraw oraz odstraszania niebezpiecznych zwierząt. Taką rolę pełni i dziś podczas wypraw w dzicz. Ognisko odegrało ważną rolę w ewolucji i historii człowieka.

### Współcześnie

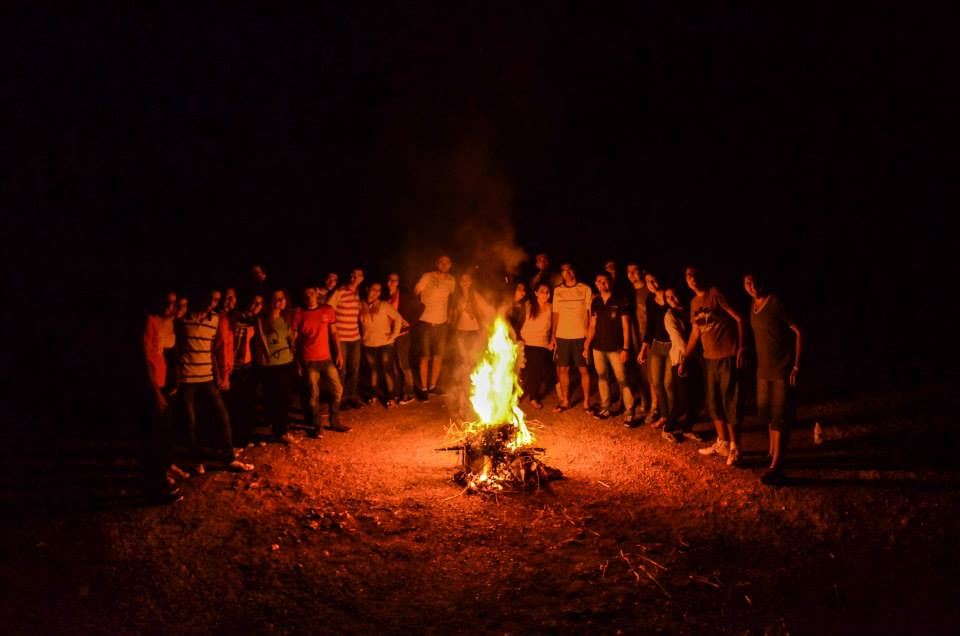
Spotkanie młodzieży przy ognisku

Współcześnie ogniska pełnią głównie rolę miejsca spotkań towarzyskich, szczególnie u młodzieży i w ruchach harcerskich, które traktują ognisko jako ważny element obrzędowości. Ognisko (watra) jest też symbolem ruchu wędrowniczego.

#### Bezpieczeństwo
Przygotowując podłoże pod ogień, należy je dokładnie oczyścić i wyrównać, a po zakończeniu ognisko obficie polać wodą i zasypać ziemią.
Ognisko przez cały czas musi być pod nadzorem.
Zgodnie z obowiązującymi przepisami (Rozporządzenie Min. Spraw Wewn. i Adm. z 7 czerwca 2010, § 40 ust. 1), ognisk nie wolno rozpalać w lasach, na łąkach i torfowiskach ani w odległości mniejszej niż 100 metrów od ściany lasu (wyjątkiem są miejsca, wyznaczone do tego celu przez właściciela lub zarządcę lasu).